# 日経ニュースプラス9
『日経ニュース プラス9』（にっけいニュース プラスナイン）は、BSテレ東で2021年3月29日から2024年6月28日まで月曜日から金曜日の夜に生放送されていた経済を中心とした報道番組である。

## 概要
経済情報を中心に取り扱う、BSテレ東において生放送される番組の中での最終版ニュース番組となっている。
2013年4月1日から2021年3月26日までは、BSテレ東（旧・BSジャパン）では『BSニュース 日経プラス10』を放送しており、それを22時台から21時台に時間移動をしたことによる、タイトル改題&リニューアルを行った番組となっており、番組の放送内容については『プラス10』と大きな違いはない。
『プラス10』でメインキャスターを務めていた榎戸教子は、担当曜日を水曜から金曜に縮小した上で続投。新たに、『WBS』などで解説を担当している山川龍雄や、坂本英二をメインキャスターとして起用。榎戸が出演しない月・火曜日には、“キャスター”という肩書でテレビ東京アナウンサーが出演。また、『プラス10』ではサブキャスターを担当していた岸本好正はマーケットキャスターとして出演を開始。
2022年4月に出演者を中心とした大規模リニューアルを実施。『プラス10』時代と合わせて3年間担当してきた榎戸が降板。他にも、坂本やニュースリーダーを務めていた島田弘久・池谷実悠・中垣正太郎も降板。山川・岸本・倉野麻里・トラウデン直美は続投としたうえで、新たにメインキャスターに西村博之・小柳建彦・高井宏章（いずれも日経新聞編集委員）と、須黒清華・片渕茜を起用。また、『プラス10』時代に月曜日に出演していた木村恭子がコーナー担当で復帰。
2023年4月、キャスターを小柳・山川、サブキャスターを倉野・須黒・片渕とする体制に変更。
2024年4月1日から、メインキャスターに八木ひとみ、コメンテーターに小柳建彦、山川龍雄、大塚節雄を起用し、開始時刻を21時に変更。
2024年7月1日から、放送日時はそのままで、タイトルを『NIKKEI NEWS NEXT』に改題し、コンピューターグラフィックを活用した合成バーチャルセットを活用し、将来を見据えた展望要素のあるコーナーや、最新の経済ニュースを立体的に紹介していく。また、土曜版『日経プラス9サタデーニュースの疑問』も『プラス9』の文言を外してリニューアルさせる。

## 日経プラス9サタデー ニュースの疑問
2017年4月1日から『プラス10』の姉妹番組として、土曜日の朝に放送されていた『日経プラス10サタデー ニュースの疑問』についても、当番組へのタイトル改題に併せて、『日経プラス9サタデー ニュースの疑問』に改めた。
中吊り広告のようにまとめた1週間のニュースをモニターで紹介した後、テーマに沿った話題を専門家が討論する番組となっている。

## 出演者
| 月曜日                | 火曜日           | 水曜日           | 木曜日           | 金曜日           |
| メインキャスター      | メインキャスター | メインキャスター | メインキャスター | メインキャスター |
| --------------------- | ---------------- | ---------------- | ---------------- | ---------------- |
| 八木ひとみ            |                  |                  |                  |                  |
| コメンテーター        |                  |                  |                  |                  |
| 小柳建彦              | 小柳建彦         | 山川龍雄         | 山川龍雄         | 大塚節雄         |
| キャスター            |                  |                  |                  |                  |
| （不在）              | （不在）         | （不在）         | （不在）         | トラウデン直美   |
| サステナBIZリポーター |                  |                  |                  |                  |
| 難波遥                |                  |                  |                  |                  |
| ニュースリーダー      |                  |                  |                  |                  |
| 竹﨑由佳              | 中根舞美         | 立川周           | 冨田有紀         | 島田弘久         |

### 過去の出演者
メインキャスター
- 榎戸教子 水 - 金曜日（2021年3月31日 - 2022年4月1日）
- 坂本英二 木・金曜日（2021年4月1日 - 2022年4月1日）
- 倉野麻里 月・木曜日（2021年3月29日 - 2024年3月28日）
- 須黒清華 火・水曜日（2022年4月4日 - 2024年3月27日）
- 片渕茜 金曜日（2022年4月 - 2023年9月）
- 池谷実悠 金曜日（2023年10月 - 2024年3月29日）

ニュースリーダー
- 島田弘久 月・金曜日（2021年3月29日 - 2022年4月1日）
- 池谷実悠 火曜日（2021年3月30日 - 2022年3月29日）
- 中垣正太郎 水・木曜日（2021年3月31日 - 2022年3月31日）

| 期間          | 期間          | メインキャスター | メインキャスター | メインキャスター | メインキャスター | メインキャスター | メインキャスター  | メインキャスター  | メインキャスター  | メインキャスター  | メインキャスター  | ニュース | ニュース | ニュース   | ニュース   | ニュース | コーナー担当 | コーナー担当   |
| 期間          | 期間          | 女性             | 女性             | 女性             | 女性             | 女性             | 男性              | 男性              | 男性              | 男性              | 男性              | ニュース | ニュース | ニュース   | ニュース   | ニュース | コーナー担当 | コーナー担当   |
| 期間          | 期間          | 月曜日           | 火曜日           | 水曜日           | 木曜日           | 金曜日           | 月曜日            | 火曜日            | 水曜日            | 木曜日            | 金曜日            | 月曜日   | 火曜日   | 水曜日     | 木曜日     | 金曜日   | 月曜日       | 金曜日         |
| ------------- | ------------- | ---------------- | ---------------- | ---------------- | ---------------- | ---------------- | ----------------- | ----------------- | ----------------- | ----------------- | ----------------- | -------- | -------- | ---------- | ---------- | -------- | ------------ | -------------- |
| 2021年3月29日 | 2021年9月3日  | 福田典子         | 倉野麻里         | 榎戸教子         | 榎戸教子         | 榎戸教子         | 山川龍雄 岸本好正 | 山川龍雄 岸本好正 | 山川龍雄 岸本好正 | 坂本英二 岸本好正 | 坂本英二 岸本好正 | 島田弘久 | 池谷実悠 | 中垣正太郎 | 中垣正太郎 | 島田弘久 | （不在）     | トラウデン直美 |
| 2021年9月6日  | 2022年4月1日  | 倉野麻里         | 倉野麻里         | 榎戸教子         | 榎戸教子         | 榎戸教子         | 山川龍雄 岸本好正 | 山川龍雄 岸本好正 | 山川龍雄 岸本好正 | 坂本英二 岸本好正 | 坂本英二 岸本好正 | 島田弘久 | 池谷実悠 | 中垣正太郎 | 中垣正太郎 | 島田弘久 | （不在）     | トラウデン直美 |
| 2022年4月4日  | 2023年3月31日 | 須黒清華         | 須黒清華         | 倉野麻里         | 倉野麻里         | 片渕茜           | 西村博之          | 山川龍雄          | 山川龍雄          | 小柳建彦          | 高井宏章          | 岸本好正 | 岸本好正 | 岸本好正   | 岸本好正   | 岸本好正 | 木村恭子     | トラウデン直美 |
| 2023年4月3日  | 2023年9月29日 | 倉野麻里         | 須黒清華         | 須黒清華         | 倉野麻里         | 片渕茜           | 西村博之          | 山川龍雄          | 山川龍雄          | 小柳建彦          | 高井宏章          | 岸本好正 | 岸本好正 | 岸本好正   | 岸本好正   | 岸本好正 | 木村恭子     | トラウデン直美 |
| 2023年10月2日 | 2024年3月29日 | 倉野麻里         | 須黒清華         | 須黒清華         | 倉野麻里         | 池谷実悠         | 西村博之          | 山川龍雄          | 山川龍雄          | 小柳建彦          | 高井宏章          | 岸本好正 | 岸本好正 | 岸本好正   | 岸本好正   | 岸本好正 | 木村恭子     | トラウデン直美 |
| 2024年4月1日  | 2024年6月28日 | 八木ひとみ       | 八木ひとみ       | 八木ひとみ       | 八木ひとみ       | 八木ひとみ       | 小柳建彦          | 小柳建彦          | 山川龍雄          | 山川龍雄          | 大塚節雄          | 竹﨑由佳 | 中根舞美 | 立川周     | 冨田有紀   | 島田弘久 | 木村恭子     | トラウデン直美 |

## 放送時間
| 期間                          | 月 - 木曜日   | 金曜日        |
| ----------------------------- | ------------- | ------------- |
| 2021年3月29日 - 2024年3月29日 | 20:54 - 21:54 | 21:54 - 22:54 |
| 2024年4月01日 - 2024年6月28日 | 21:00 - 22:00 | 21:54 - 22:54 |